# Aegaeobuthus nigrocinctus
Espèce
Synonymes
- Androctonus nigrocinctus Ehrenberg, 1828
- Mesobuthus nigrocinctus (Ehrenberg, 1828)
- Mesobuthus nigrocinctus bishri Lourenço, 2020

Aegaeobuthus nigrocinctus est une espèce de scorpions de la famille des Buthidae.

## Distribution
Cette espèce se rencontre au Liban, en Israël, en Syrie et en Turquie.

## Description
Le mâle décrit par Fet, Hendrixson, Sissom et Levy en 2000 mesure 59,0 mm.

## Liste des sous-espèces
Selon The Scorpion Files (06/09/2020) :
- Aegaeobuthus nigrocinctus nigrocinctus (Ehrenberg, 1828)
- Aegaeobuthus nigrocinctus bishri (Lourenço, 2020) du Jebel Bishri en Syrie

## Systématique et taxinomie
Cette espèce a été décrite sous le protonyme Androctonus nigrocinctus par Ehrenberg en 1828. Elle est placée en synonymie avec Buthus gibbosus par Kraepelin en 1891. Elle est relevée de synonymie dans le genre Mesobuthus par Fet, Hendrixson, Sissom et Levy en 2000. Elle est placée dans le genre Aegaeobuthus par Kovařík en 2019.

## Publications originales
- Hemprich & Ehrenberg, 1828 : Zoologica II. Arachnoidea. Symbolae physicae seu icones et descriptiones animalium evertebratorum sepositis insectis quae ex itinere per Africam borealem et Asiam occidentalem. Berolini, Officina Academica, (texte intégral).
- Lourenço, 2020 : « A possible relict population of Mesobuthus (Aegaeobuthus?) nigrocinctus (Ehrenberg, 1828) in the Bishri Mountains of Syria (Scorpiones: Buthidae). » Serket, vol. 17, no 2, p. 77-86.